# Club Deportivo Palestino
Maillots
Actualités
Le Club Deportivo Palestino est un club de football chilien basé à Santiago du Chili.

## Histoire
Le club est fondé le 20 août 1920 en participant à une compétition "coloniale" (de différentes communautés d'immigrés) à Osorno. Il est créé par un groupe d'immigrants palestiniens, le nom du club reflète l'origine de cette communauté installée au Chili. En 1952, la Fédération du Chili de football met en place les premières ligues professionnelles. Palestino est accepté en deuxième division, qu'il gagne aussitôt et est donc promu pour la Primera División 1953.
En 1955, le club remporte son premier championnat national sous la houlette de son capitaine argentin Roberto Coll (es). À cette époque, le club est connu sous le surnom de Millionaire en raison de leur capacité à attirer des footballeurs de haut niveau.
En 1978, le club remporte son deuxième titre de champion, l'équipe est dirigée par le capitaine chilien Elías Figueroa. Au cours de cette campagne, ils établissent un nouveau record dans le tournoi national pour le nombre de matches sans défaite. Durant cette décennie, le CD Palestino enrichit par ailleurs son palmarès en gagnant la Coupe du Chili à deux reprises, en 1975 et 1977.
Après de nombreuses années sans résultats probants, le club dispute (et perd) la finale du championnat de clôture 2008.
Le 21 janvier 2014, en raison de son caractère discriminatoire, la fédération de football du Chili décide d'interdire le nouveau maillot du club dont le chiffre "1" représente la carte de la Palestine mandataire avant la création de l'État d'Israël.

## Palmarès
| Compétitions nationales | Compétitions internationales |
| - Championnat du Chili de D1 (2) : - Champion : 1955 et 1978. - Finaliste : 1953, 1974, 1986 et 2008(²). ¹ championnat d'ouverture ² championnat de clôture - Coupe du Chili (3) : - Vainqueur : 1975,1977 et 2018 - Championnat du Chili de D2 (2) : - Champion : 1952 et 1972. |                              |

## Joueurs et personnalités du club

### Entraîneurs
Le tableau suivant présente la liste des entraîneurs du club depuis 1952.
| Rang | Nom                | Période   |
| ---- | ------------------ | --------- |
| 1    | Luis Tirado        | 1952-1953 |
| 2    | Antonio Ciraolo    | 1954      |
| 3    | Boris Stefanovic   | 1955-1957 |
| 4    | Antonio de Mare    | 1958-1959 |
| 5    | Alejandro Scopelli | 1960      |
| 6    | Hugo Tassara       | 1961-1962 |
| 7    | José Della Torre   | 1963      |
| 8    | Ladislao Pakozdy   | 1963      |
| 9    | Miguel Mocciola    | 1964      |
| 10   | José Valdebenito   | 1964      |
| 11   | Zezé Moreira       | 1964      |
| 12   | Enrique Fernández  | 1965      |
| 13   | Alejandro Scopelli | 1966      |
| 14   | Oscar Andrade      | 1967      |
| 15   | Julio Baldovinos   | 1967      |
| 16   | Adolfo Rodríguez   | 1968-1969 |
| 17   | J. Lecea           | 1969      |
| 18   | Isaac Carrasco     | 1970      |
| 19   | Héctor Ortega      | 1970      |
| 20   | Dante Pesce        | 1971      |

| Rang | Nom                     | Période   |
| ---- | ----------------------- | --------- |
| 21   | Alejandro Scopelli      | 1971      |
| 22   | Adolfo Rodríguez        | 1972      |
| 23   | Humberto Diaz           | 1972      |
| 24   | Nestor Isella           | 1973      |
| 25   | Humberto Diaz           | 1973      |
| 26   | Caupolicán Peña         | 1974-1976 |
| 27   | Fernando Riera          | 1977      |
| 28   | Caupolicán Peña         | 1977-1980 |
| 29   | Gustavo Cortés          | 1980      |
| 30   | Mario Tuane             | 1981      |
| 31   | Gustavo Cortés          | 1981-1983 |
| 32   | Sacha Mitzjaew          | 1984      |
| 33   | Elson Beiruth           | 1984      |
| 34   | Gustavo Cortés          | 1984-1985 |
| 35   | Victor Manuel Castañeda | 1986      |
| 36   | Orlando Aravena         | 1986-1987 |
| 37   | Victor Manuel Castañeda | 1988      |
| 38   | Luis Ibarra             | 1988      |
| 39   | Eugenio Jara            | 1988-1989 |
| 40   | Orlando Aravena         | 1989      |

| Rang | Nom                     | Période   |
| ---- | ----------------------- | --------- |
| 41   | Victor Manuel Castañeda | 1989      |
| 42   | Guillermo Duarte        | 1990      |
| 43   | Manuel Pellegrini       | 1990      |
| 44   | Jorge Zelada            | 1991      |
| 45   | Manuel Pellegrini       | 1991-1992 |
| 46   | Fernando Cavalleri      | 1992      |
| 47   | Gustavo Cortés          | 1992-1993 |
| 48   | Ricardo Dabrowski       | 1993      |
| 49   | José Sulantay           | 1994      |
| 50   | Elías Figueroa          | 1994-1995 |
| 51   | Germán Cornejo          | 1995-1996 |
| 52   | Orlando Aravena         | 1996      |
| 53   | Jorge Aravena           | 1996-1997 |
| 54   | Manuel Pellegrini       | 1998      |
| 55   | Juan Carlos Carotti     | 1998      |
| 56   | Ricardo Dabrowski       | 1998-2001 |
| 57   | Fernando Carvallo       | 2002      |
| 58   | Daniel Salvador         | 2003      |
| 59   | Nicola Hadwa            | 2004      |
| 60   | Ricardo Toro            | 2004      |

| Rang | Nom               | Période     |
| ---- | ----------------- | ----------- |
| 61   | Horacio Rivas     | 2004-2005   |
| 62   | Fernando Carvallo | 2005        |
| 63   | Daniel Salvador   | 2006        |
| 64   | Jaime Pizarro     | 2006-2007   |
| 65   | Jorge Aravena     | 2007        |
| 66   | Luis Musrri       | 2007-2009   |
| 67   | Jorge Aravena     | 2009-2010   |
| 68   | Jaime Escobar     | 2010        |
| 69   | Gustavo Benítez   | 2010-2011   |
| 70   | Daniel Carreño    | 2012        |
| 71   | Emiliano Astorga  | 2012-2014   |
| 72   | Jaime Escobar     | 2014        |
| 73   | Pablo Guede       | 2014-2015   |
| 74   | Nicolás Córdova   | 2016-2017   |
| 75   | German Cavalieri  | 2017-2018   |
| 76   | Sébastian Mendez  | 2018        |
| 77   | Ivo Basay         | 2018-2020   |
| 78   | José Luis Sierra  | 2020-2021   |
| 79   | Patricio Graff    | depuis 2021 |

### Joueurs emblématiques
- Clarence Acuña
- Roberto Cereceda
- Rodolfo Dubó
- Fabián Estay
- Óscar Fabbiani
- Elías Figueroa
- Patricio Galaz
- Aníbal González
- Leonel Sánchez
- Álvaro Sarabia
- Héctor Tapia
- Jaime Valdés
- José Luis Villanueva
- Edgardo Abdala
- Roberto Kettlun
- Diego Rivarola
- Dwight Pezzarossi